# 小行星1609
小行星1609（1609 Brenda）是一颗绕太阳运转的小行星，为主小行星带小行星。该小行星于1951年7月10日发现。
該小行星以發現者歐內斯特·倫納德·詹森的孫女命名。

## 轨道参数
小行星1609的轨道半长轴为2.5828507 UA，离心率为0.250。